# Кочубей Родіон Володимирович
Родіон Володимирович Кочубей — український науковець, видавець та медіаменеджер. З 1999 року був директором видавничо-торгового дому «Університетська книга». З 2021 — член правління Суспільного, відповідальний за операційну діяльність компанії.

## Освіта
У 1994 р. з відзнакою закінчив Сумську класичну гімназію з поглибленим вивченням англійської мови, після чого вступив до Міжнародного університету фінансів (м. Київ). 
У 1996 р. перевівся на навчання до Української академії банківської справи НБУ (м. Суми), з якої в 1999 р. перейшов на економічний факультет Харківського Національного університету ім. В.Н. Каразіна, який закінчив у 2002 р. — спеціальність «Фінанси та кредит» та отримав кваліфікацію «спеціаліст». 
Потім навчався в аспірантурі цього ж університету.

## Кар'єра
Трудову діяльність поєднував з навчанням:
- журналіст сумської газети «Уік-енд» (1994), потім редактор відділу економіки та політики цієї ж газети (1995–1997).
- редактор газети «Теленеделя-Сумы» (1997).
- президент ЗАТ «Телетиждень-Суми» (1998–1999).

З 1999 р. — директор видавничо-торгового дому «Університетська книга». 
У 2016–2018 роках — керівник групи з впровадження проєктів, виконавчий директор ПВК «Лукас». 
У 2018–2021 роках був засновником та директором онлайн-платформи вивчення іноземних мов NEW LEARNING.  
У 2021 році став членом правління українського суспільного мовника Суспільне, відповідальним за операційну діяльність компанії. У 2025 році переобраний на новий чотирирічний термін. 

## Наукова діяльність
2012 р. у Харківському національному університеті ім. В. Н. Каразіна захистив дисертаційну роботу «Розвиток підприємницьких структур в умовах мінливого господарського середовища» на здобуття наукового ступеня кандидата економічних наук. Робота була виконана під керівництвом д-ра екон. наук, проф. Г. М. Коломійця.

## Громадська та політична діяльність
Депутат Сумської міської ради, голова депутатської фракції «Громадський блок «Нічний дозор», член планово-бюджетної комісії . 
Президент Федерації хокею на траві України (2017—2021), директор муніципального спортклубу з хокею на траві «Сумчанка , .

## Сім'я
Мати — Кочубей Наталія Василівна (нар. 24 листопада 1952 р.), батько — Кочубей Володимир Іванович (нар. 1 лютого 1951 р.), сестра - Кочубей Вікторія Володимирівна (нар. 28 травня 1995 р.).